# جزیره پرئوبراژنیا
جزیره پرئوبراژنیا (روسی: Остров Преображения) یک جزیره در شمال یاقوتستان کشور روسیه است.